# Hahn (cráter)

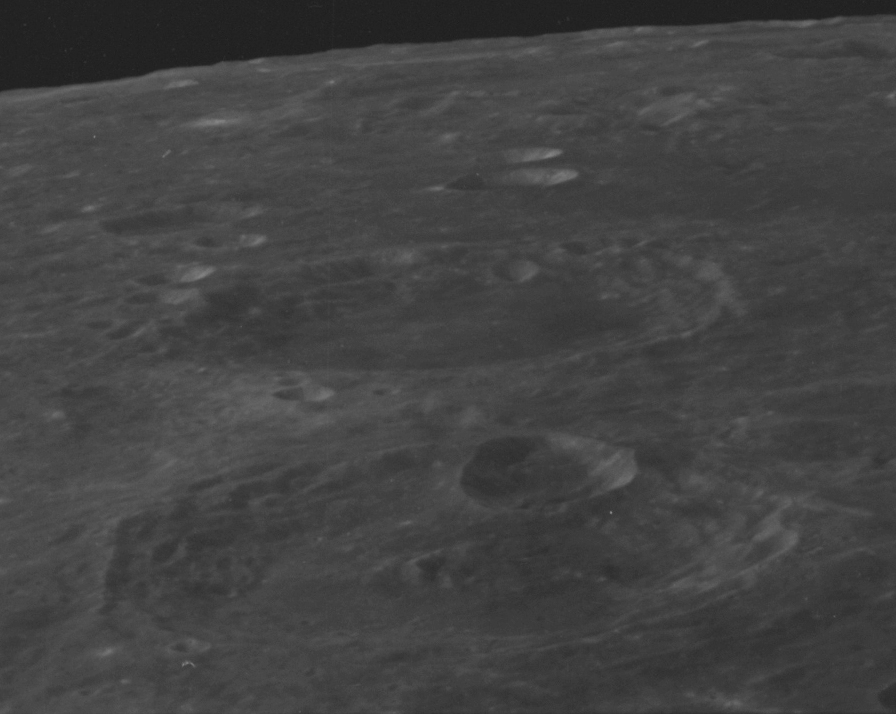
Vista oblicua de Hahn en primer plano y Berosus detrás de él. Fotografía de la misión Apolo 14

Hahn es un cráter de impacto situado cerca de la extremidad noreste de la Luna, por lo que aparece ovalado cuando se observa desde la Tierra debido al escorzo. Se encuentra a menos de un diámetro al sureste del cráter Berosus, una formación un poco más pequeña.
|  |

Su pared interior contiene un sistema de terrazas, sobre todo en la mitad sur. Un cráter más pequeño atraviesa el brocal de Hahn al noroeste, formando una hendidura que alcanza el suelo interior, que presenta una región de albedo menor en su mitad norte, con un aspecto más oscuro que la sección sur de la planta. En el punto medio presenta una cresta central algo alargada, orientada de norte a sur. El suelo está marcado por varios pequeños cráteres.

## Cráteres satélite
Por convención estos elementos se identifican en los mapas lunares colocando la letra en el lado del punto central del cráter más cercano a Hahn.
|      | \| Hahn \| Coordenadas \| Diámetro \| \| ---- \| ---------------------------- \| -------- \| \| A \| 29°42′N 69°42′E / 29.7, 69.7 \| 17 km \| \| B \| 31°24′N 77°00′E / 31.4, 77.0 \| 15 km \| \| D \| 27°30′N 68°36′E / 27.5, 68.6 \| 15 km \| \| E \| 27°42′N 70°00′E / 27.7, 70.0 \| 15 km \| \| F \| 32°12′N 73°00′E / 32.2, 73.0 \| 23 km \| |          |
| Hahn | Coordenadas | Diámetro |
| A    | 29°42′N 69°42′E / 29.7, 69.7 | 17 km    |
| B    | 31°24′N 77°00′E / 31.4, 77.0 | 15 km    |
| D    | 27°30′N 68°36′E / 27.5, 68.6 | 15 km    |
| E    | 27°42′N 70°00′E / 27.7, 70.0 | 15 km    |
| F    | 32°12′N 73°00′E / 32.2, 73.0 | 23 km    |